# Výsledky letních olympijských her 1904
Výsledky letních olympijských her 1904 uvádějí přehledně jednotlivé disciplíny, v nichž se soutěžilo na Letních olympijských hrách konaných od 1. července do 23. listopadu roku 1904 v Saint Louis v americkém státě Missouri, a výsledky těchto disciplín.

## Atletika

### 60 m
- 1. Archie Hahn USA 7,0
- 2. William Hogenson USA 7,2
- 3. Fay Moulton USA 7,2
- 4. Clyde Blair USA 7,2
- 5. Myer Prinstein USA
- 6. Frank Castleman USA

### 100 m
- 1. Archie Hahn USA 11,0
- 2. Nathaniel Cartmell USA 11,2
- 3. William Hogenson USA 11,2
- 4. Fay Moulton USA
- 5. Frederick Heckwolf USA
- 6. Lawson Robertson USA

### 200 m
- 1. Archie Hahn USA 21,6
- 2. Nathaniel Cartmell USA 21,9
- 3. William Hogenson USA
- 4. Fay Moulton USA

### 400 m
- 1. Harry Hillman USA 49,2
- 2. Frank Waller USA 49,9
- 3. Herman Groman USA 59,0
- 4. Joseph Fleming USA
- 5. Myer Prinstein USA
- 6. George Poage USA

### 800 m
- 1. James Davies Lightbody USA 1:56,0
- 2. Howard Valentine USA 1:56,3
- 3. Emil Breitkreuz USA 1:56,4
- 4. George Underwood USA 1:56,5
- 5. Johanes Runge Německo 1:57,1
- 6. Frank Verner USA

### 1 500 m
- 1. James Davies Lightbody USA 4:05,4
- 2. Frank Verner USA 4:06,8
- 3. Lacey Hearn USA
- 4. D.C. Munson USA
- 5. Johanes Runge Německo
- 6. Peter Deer Kanada

### Maratón (40 km)
- 1. Thomas Hicks USA 3:28:53,0
- 2. Albert Corey USA 3:34:52,0
- 3. Artur Newton USA 3:47:33,0
- 4. Felix Carvajal Kuba
- 5. Demeter Velouis Řecko
- 6. David Kneeland USA

### 110 m překážek
- 1. Frederick Schule USA 16,0
- 2. Thaddeus Shielder USA 16,3
- 3. Lesley Ashburner USA 16,4
- 4. Frank Castlman USA

### 200 m překážek
- 1. Harry Hillman USA 24,6
- 2. Frank Castlman USA 24,9
- 3. George Poage USA
- 4. George Varnell USA

### 400 m překážek
- 1. Harry Hillman USA 53,0
- 2. Frank Waller USA 53,2
- 3. George Poage USA
- 4. George Varnell USA

### 2500 m překážek
- 1. James Davies Lightbody USA 7:39,6
- 2. John Daly Velká Británie 7:40,6
- 3. Artur Newton USA 25 m zpět
- 4. Frank Verner USA
- 5. George Bonhag USA
- 6. Harvey Cohn USA

### Přespolní běh družstev – 4 míle (6437 m)
- 1. USA 27 b.
- 2. USA 28 b.

### Skok do výšky
- 1. Samuel Jones USA 1,803
- 2. Garrett Serviss USA 1,778
- 3. Paul Weinstein Německo 1,778
- 4. Lajos Gönczy Maďarsko 1,753
- 5. Emil Freymark USA
- 6. Ervin Barker USA

### Skok o tyči
- 1. Charles Dvorak USA 3,505
- 2. LeRoy Samse USA 3,43
- 3. Louis Wilkins USA 3,43
- 4. Ward McLanahan 3,35
- 5. Walter Dray USA
- 6. Claudie Allen USA

### Skok do dálky
- 1. Myer Prinstein USA 7,34
- 2. Daniel Frank USA 6,89
- 3. Robert Stangland USA 6,88
- 4. Frederick Englehardt USA 6,63
- 5. George van Cleve USA
- 6. John Percy Hagerman USA

### Trojskok
- 1. Myer Prinstein USA 14,325
- 2. Frederick Englehardt USA 13,90
- 3. Robert Stangland USA 13,365
- 4. John Fuhler USA 12,91
- 5. George van Cleve USA
- 6. John Percy Hagerman USA

### Skok do výšky z místa
- 1. Ray Ewry USA 1,498
- 2. James Stadler USA 1,447
- 3. Lawson Robertson USA 1,447
- 4. John Biller USA 1,42
- 5. Lajos Gönczy Maďarsko 1,35

### Skok do dálky z místa
- 1. Ray Ewry USA 3,476
- 2. Charles King USA 3,276
- 3. John Biller USA 3,263
- 4. Henry Field USA 3,19

### Trojskok z místa
- 1. Ray Ewry USA 10,547
- 2. Charles King USA 10,16
- 3. James Stadler USA 9,53
- 4. Garrett Serviss USA 9,20

### Vrh koulí
- 1. Ralph Rose USA 14,808
- 2. William Wesley Coe USA 14,40
- 3. Leon Feuerbach USA 13,37
- 4. Martin Sheridan USA 12,80
- 5. Charles Chadwick USA
- 6. Albert Johnson USA

### Hod diskem
- 1. Martin Sheridan USA 39,28
- 2. Ralph Rose 39,28
- 3. Nicolas Georgantas Řecko 37,68
- 4. John Flanagan USA 36,15
- 5. John Biller USA
- 6. James Mitchell USA

### Hod kladivem
- 1. John Flanagan USA 51,23
- 2. John DeWitt USA 50,265
- 3. Ralph Rose USA 45,73
- 4. Charles Chadwick USA 42,785
- 5. James Mitchell USA

### Hod břemenem (25,4 kg)
- 1. Étienne Desmarteau Kanada 10,465
- 2. John Flanagan USA 10,16
- 3. James Mitchell USA 10,135
- 4. Charles Henneman USA 9,18
- 5. Charles Chadwick USA
- 6. Ralph Rose USA

### Desetiboj
- 1. Thomas Francis Kiely Velká Británie 6036 b.
- 2. Adam Gunn USA 5907 b.
- 3. Truxton Hare USA 5813 b.
- 4. John Holloway USA 5273 b.
- 5. John Grieb USA 2199 b.
- 6. Ellery Clark USA 2078 b.

### Přetah lanem
- 1. USA
- 2. USA
- 3. USA
- 4. USA

## Box

### Kategorie do 47,7 kg
- 1. George Finnegan USA
- 2. Miles Burke USA

### Kategorie do 52,2 kg
- 1. Oliver Kirk USA
- 2. George Finnegan USA

### Kategorie do 56,7 kg
- 1. Oliver Kirk USA
- 2. Frank Haller USA

### Kategorie do 61,2 kg
- 1. Harry Spanger USA
- 2. James Eagan USA
- 3. Russell van Horn USA

### Kategorie do 65,3 kg
- 1. Albert Young USA
- 2. Harry Spanger USA
- 3. Joseph Lydon USA

### Kategorie do 71,7 kg
- 1. Charles Mayer USA
- 2. Benjamin Spradley USA

### Kategorie nad 71,7 kg
- 1. Samuel Berger USA
- 2. Charles Mayer USA

## Fotbal
- 1. Kanada
- 2. USA
- 3. USA

## Golf

### Jednotlivci
- 1. George Seymour Lyon Kanada
- 2. Charles Chandler Egan USA
- 3. Bert McKinnie USA
- Francis Newton USA

### Družstva
- 1. USA
- 2. USA

## Lacrosse
- 1. Kanada
- 2. USA

## Lukostřelba

### Double York Round
- 1. Phillip Bryant USA 820 b.
- 2. Robert Williams USA 819 b.
- 3. William Thompson (lukostřelec) USA 816 b.
- 4. Wallace Bryant USA 618 b.
- 5. Ben Keys USA 532 b.
- 6. Ernest Frentz USA 528 b.

### Double American Round
- 1. Phillip Bryant USA 1048 b.
- 2. Robert Williams USA 991 b.
- 3. William Thompson (lukostřelec) USA 949 b.
- 4. Charles Woodruff USA 907 b.
- 5. William Clark USA 880 b.
- 6. Ben Keys USA 840 b.

### Družstva na 60 y
- 1. USA
- 2. USA
- 3. USA
- 4. USA

### Double National Round
- 1. Matilda Howellová USA 620 b.
- 2. Jessie Pollocková USA 419 b.
- 3. Emma Cookeová USA 419 b.
- 4. Laura Woodruffová USA 234 b.
- 5. Mabel Taylorová USA 160 b.
- 6. Louise Taylorová USA 159 b.

### Double Columbia Round
- 1. Matilda Howellová USA 867 b.
- 2. Emma Cookeová USA 630 b.
- 3. Jessie Pollocková USA 630 b.
- 4. Laura Woodruffová USA 547 b.
- 5. Mabel Taylorová USA 243 b.
- 6. Louise Taylorová USA 229 b.

### Družstva
- 1. USA
- 2. USA

## Plavání

### 50 y volný způsob
- 1. Zoltán Halmay Maďarsko 28,0
- 2. Scott Leary USA 28,6
- 3. Charles Daniels USA
- 4. Francis Gailey USA

### 100 y volný způsob
- 1. Zoltán Halmay Maďarsko 1:02,8
- 2. Charles Daniels USA
- 3. Scott Leary USA
- 4. David Gaul USA
- 5. Leo Budd Goodwin USA
- 6. David Hammond USA

### 220 y volný způsob
- 1. Charles Daniels USA 2:44,2
- 2. Francis Gailey USA 2:46,0
- 3. Emil Rausch Německo 2:56,0

### 440 y volný způsob
- 1. Charles Daniels USA 6:16,2
- 2. Francis Gailey USA 6:22,0
- 3. Otto Wahle Rakousko 6:39,0

### 880 y volný způsob
- 1. Emil Rausch Německo 13:11,4
- 2. Francis Gailey USA 13:23,4
- 3. Géza Kiss Maďarsko
- 4. Otto Wahle Rakousko

### 1 míle volný způsob (1609,34 m)
- 1. Emil Rausch Německo 27:18,2
- 2. Géza Kiss Maďarsko 28:28,2
- 3. Francis Gailey USA 28:54,0
- 4. Otto Wahle Rakousko
- 5. Louis de Handley USA
- 6. John Meyers USA

### 100 y znak
- 1. Walter Brack Německo 1:16,8
- 2. Georg Hoffmann Německo 1:18,0
- 3. Georg Zacharias Německo 1:19,6
- 4. Charles Daniels USA

### 440 y prsa
- 1. Georg Zacharias Německo 7:23,6
- 2. Walter Brack Německo 7:33,0
- 3. Jamison Handy USA
- 4. Edgar Adams USA

### 4 x 50 y volný způsob
- 1. USA 2:04,6
- 2. USA
- 3. USA
- 4. USA

### Skoky se splýváním na dálku
- 1. Paul Dickey USA 19,05 m
- 2. Edgar Adams USA 17,526 m
- 3. Leo Budd Goodwin USA 17,37 m
- 4. Newman Samuels USA 16,764 m
- 5. Charles Pyrah USA 13,97 m

### Skoky z věže
- 1. George Sheldon USA 12,66 b.
- 2. Georg Hoffmann Německo 11,66 b.
- 3. Alfred Braunschweiger Německo 11,33 b.
- Frank Kehoe USA 11,33 b.
- 5. Otto Hooff Německo

## Roque
- 1. Charles Jacobus USA 5 vítězství
- 2. Smith Streter USA 4 v.
- 3. Charles Brown USA 3 v.

## Sportovní gymnastika

### Víceboj jednotlivců
- 1. Julius Lenhart Rakousko 69,80 b.
- 2. Wilhelm Weber Německo 69,10 b.
- 3. Adolf Spinnler Švýcarsko 67,99 b.
- 4. Ernst Mohr Německo 67,90 b.
- 5. Otto Wiegand Německo 67,52 b.
- 6. Otto Steffen USA 67,03 b.

### Víceboj družstev
- 1. USA 374,43 b.
- 2. USA
- 3. USA
- 4. USA
- 5. USA
- 6. USA

### Gymnastický devítiboj
- 1. Adolf Spinnler Švýcarsko 43,49 b.
- 2. Julius Lenhart Rakousko 43,00 b.
- 3. Wilhelm Weber Německo 41,60 b.
- 4. Hugo Peitsch Německo 41,56 b.
- 5. Otto Wiegand Německo 40,82 b.
- 6. Otto Steffen USA 39,53 b.

### Atletický trojboj
- 1. Max Emmerich USA 35,70 b.
- 2. John Grieb USA 34,00 b.
- 3. William Merz USA 33,90 b.
- 4. George Meyer USA 32,40 b.
- 5. John Bissinger USA 30,80 b.
- 6. Philipp Kassel USA 30,10 b.

### Gymnastický sedmiboj
- 1. Anton Heida USA 161 b.
- 2. George Eyser USA 152 b.
- 3. William Merz USA 135 b.

### Bradla
- 1. George Eyser USA 44 b.
- 2. Anton Heida USA 43 b.
- 3. John Duha USA 40 b.

### Hrazda
- 1. Anton Heida USA 40 b.
- Edward Hennig USA 40 b.
- 3. George Eyser USA 39 b.

### Kůň našíř
- 1. Anton Heida USA 42 b.
- 2. George Eyser USA 33 b.
- 3. William Merz USA 32 b.

### Kruhy
- 1. Hermann Glass USA 45 b.
- 2. William Merz USA 35 b.
- 3. Emil Voigt USA 32 b.

### Přeskok
- 1. Anton Heida USA 36 b.
- George Eyser USA 36 b.
- 3. William Merz USA 31 b.

### Kužele
- 1. Edward Hennig USA 13 b.
- 2. Emil Voigt USA 9 b.
- 3. Ralph Wilson USA 5 b.

### Šplh
- 1. George Eyser USA 7,0
- 2. Charles Krause USA 7,8
- 3. Emil Voigt USA 9,8

## Šerm

### Fleret
- 1. Ramón Fonst Kuba 3 vítězství
- 2. Albertson Van Zo Post Kuba 2 v.
- 3. Charles Tatham Kuba 1 v.
- 4. Gustav Casmir Německo

### Fleret družstev
- 1. Kuba
- 2. USA-Kuba

### Kord
- 1. Ramón Fonst Kuba 3 vítězství
- 2. Charles Tatham Kuba 2 v.
- 3. Albertson Van Zo Post Kuba 1 v.
- 4. Gustav Casmir Německo

### Šavle
- 1. Manuel Diaz Kuba 4 vítězství
- 2. William Grebe USA 3 v.
- 3. Albertson Van Zo Post Kuba 2v.

### Šerm holí
- 1. Albertson Van Zo Post Kuba
- 2. William Grebe USA
- 3. William Scott O'Connor USA

## Tenis

### Dvouhra
- 1. Beals Wright USA
- 2. Robert LeRoy USA

### Čtyřhra
- 1. Edgar Leonard, Beals Wright USA
- 2. Alonzo Bell, Robert LeRoy USA

## Veslování

### Skif
- 1. Frank Greer USA 10:08,5
- 2. James Juvenal USA 2 délky zpět
- 3. Constance Titus USA

### Dvojskif
- 1. USA 10:03,2
- 2. USA
- 3. USA

### Čtyřka bez kormidelníka
- 1. USA 9:53,8
- 2. USA

### Osma
- 1. USA
- 2. Kanada

## Vodní pólo
- 1. USA
- 2. USA
- 3. USA

## Vzpírání

### Bez rozdílu vah jednoruč
- 1. Oscar Paul Osthoff USA 48b.
- 2. Frederick Winters USA 45 b.
- 3. Frank Kungler USA 10 b.

### Bez rozdílu vah – obouruč
- 1. Perikles Kakousis Řecko 111,58 kg
- 2. Oscar Paul Osthoff USA 84,36 kg
- 3. Prank Kungler USA 79,83 kg
- 4. Oscar Olson USA 68,04 kg
- 5. Frederick Winters USA

## Zápas

### Kategorie do 47,6 kg
- 1. Robert Curry USA
- 2. John Heim USA
- 3. Gustav Thiefenthaler USA

### Kategorie do 52,2 kg
- 1. George Mehnert USA
- 2. Gustave Bauers USA
- 3. William Nelson USA

### Kategorie do 56,7 kg
- 1. Isaac Niflot USA
- 2. August Wester USA
- 3. Z.B. Strebler USA

### Kategorie do 61,2 kg
- 1. Benjamin Bradshaw USA
- 2. Theodore McLear USA
- 3. Charles Clapper USA

### Kategorie do 65,3 kg
- 1. Otto Roehm USA
- 2. R. Tesing USA
- 3. Albert Zirkel USA

### Kategorie do 71,7 kg
- 1. Charles Erickson USA
- 2. William Beckmann USA
- 3. Jerry Winholtz USA

### Kategorie nad 71,7 kg
- 1. B. Hansen USA
- 2. Frank Kungler USA
- 3. Charles Warmbold USA